# Stazione di Paderno Franciacorta
La stazione di Paderno Franciacorta (dal 1940 fino al 2019, Paderno) è una fermata ferroviaria della linea Brescia-Iseo-Edolo a servizio dell'omonimo comune.
È gestita da Ferrovienord.

## Storia
Fu aperta al servizio pubblico il 22 giugno 1885 assieme alla ferrovia Brescia-Monterotondo-Iseo.
Il 4 settembre 1911 fu aperto il raccordo che collegava la fermata alla stazione di Bornato-Calino. Fino al 1º febbraio 1919, Paderno Franciacorta fu capolinea di due coppie di corse provenienti da quest'ultimo scalo che garantivano la coincidenza fra i convogli della Rovato Borgo-Edolo e quelli della Brescia-Monterotondo-Iseo e che venivano effettuate da due automotrici a vapore, comprate appositamente dalla Società Nazionale Ferrovie e Tramvie (SNFT).
In seguito, fino a maggio 1932, l'impianto fu servito sia dalle coppie di corse Brescia-Iseo-Edolo, passanti da Bornato-Calino, sia da quella della linea per Monterotondo.
Agli inizi del 1940, la fermata fu ribattezzata con il singolo nome di Paderno.
Nel secondo dopoguerra, il binario della ferrovia per Monterotondo fu definitivamente disarmato.
Il 13 dicembre 2019, con l'introduzione del nuovo orario, l'impianto riassunse l'originaria denominazione di Paderno Franciacorta.

## Strutture ed impianti
Lo stile del fabbricato viaggiatori è il medesimo delle fermate della vecchia linea Brescia-Iseo. Il lato campagna dell'edificio è orientato verso l'attuale linea ferroviaria, poiché al momento della costruzione la linea originale passava dal lato opposto.
Il piazzale è composto dal solo binario di corsa, servito da una banchina. Fra l'edificio e la banchina è presente un binario tronco lungo 161 m.

## Movimento
La stazione è servita dai treni regionali (R) in servizio sulle relazioni Brescia-Iseo e Brescia-Breno/Edolo, eserciti da Trenord nell'ambito del contratto di servizio stipulato con la Regione Lombardia.

## Servizi
- Sala d'attesa